# Parque Estação Cidadania Maria do Socorro de Macedo Claudino
O Parque Estação Cidadania Maria do Socorro de Macêdo Claudino, conhecido também por Parque da Cidadania ou Parque da Estação é um parque urbano localizado em Teresina, estado do Piauí, inaugurado em 24 de Junho de 2016. Fincado bem no Centro da cidade e as margens da Avenida Frei Serafim a principal e mais movimentada artéria da cidade, entre a Estação Ferroviária de Teresina e o 2.º Batalhão de Engenharia de Construção pelo lado direito.
Um espaço de lazer considerado uma das melhores opções para quem deseja praticar exercícios físicas ao ar livre ou simplesmente um piquenique. Dentre o melhor do entretenimento urbano, ampliou o atrativo da cidade e a experiência dos turistas. Com uma área total de 8,3 hectares ao custo total de R$ 12 milhões, sendo R$ 9,75 milhões em investimentos do Ministério do Turismo (Brasil).

## Infraestrutura
O Parque conta com quadra de futebol, ciclovia, anfiteatro de 1.500 lugares com banheiros e camarins. Além de oferecer aos visitantes quiosques, estacionamento, área de recreação e um lago artificial, conta também com um belíssimo paisagismo de verde aconchegante e um espelho d’água com fonte luminosa.Possui uma pista de skate profissional, considerada uma das maiores e melhores pistas em um parque urbano. 
O coletivo Salve Rainha possui um espaço no Parque, o Café Salve Rainha, eles realizam diversas atividades culturais todos os finais de semana que vão desde feiras, sarais e apresentações artísticas, incluindo a Bienal do Salve Rainha, que aconteceu durante quatro finais de semana do mês de Julho.
Com uma estrutura adequada à prática de esportes, caminhadas, shows, apresentações culturais, passeios em família e socialização. O parque é bastante seguro, conta com a garantia da Guarda Municipal de Teresina. Durante o fim de ano o parque recebe uma espetacular decoração de Natal, aonde as visitas se intensificam graças também as apresentações natalinas.
Há um projeto orçado em R$ 8 milhões, para a construção de um Planetário, de onde será possível observar astros e planetas. Um complexo tecnológico avançado de ciência e estudo de astronomia, atraindo mais turistas, pesquisadores e estudantes.

## Museu de Arte
Para apreciar uma das maiores expressões culturais da cidade, os visitantes também poderão conferir as belas obras do Museu de Arte Santeira, instalado na antiga casa de máquinas e reparo de trens da Rede Ferroviária Federal, instalação tombada pelo Instituto do Patrimônio Histórico e Artístico Nacional. 
Compõe o acervo cerca de 50 peças feitas de madeira por escultores locais, como Mestre Dezinho, Antônio Carlos Perreira, Josielton Sousa. Essas obras esculpidas no formato de anjos, profetas, santos e outras figuras com significado sagrado, demonstra que a fé é uma das grandes inspirações dos artesãos, para transformar a madeira bruta em peças cheias de delicadeza, o artesanato piauiense possui grande visibilidade e até reconhecimento internacional.

## Acesso
Para os pedestres há três portões que dão acesso à parte interna, pela  Avenida Frei Serafim, pela Avenida Miguel Rosa ou aos fundos do parque pelo estacionamento de veículos. Pode se chegar ao parque também usando o Metrô de Teresina, através da estação Miguel Rosa ou utilizando as diversas linhas de ônibus, do mais famoso cruzamento de Teresina. 
Horário de funcionamento é de terça a domingo, das 06 h ás 22 h, segundas das 06 h ás 12 h. 